# Myrmeleon mendax
Myrmeleon mendax är en insektsart som beskrevs av Walker 1853. Myrmeleon mendax ingår i släktet Myrmeleon och familjen myrlejonsländor. Inga underarter finns listade i Catalogue of Life.